# Tokyo Broadcasting System

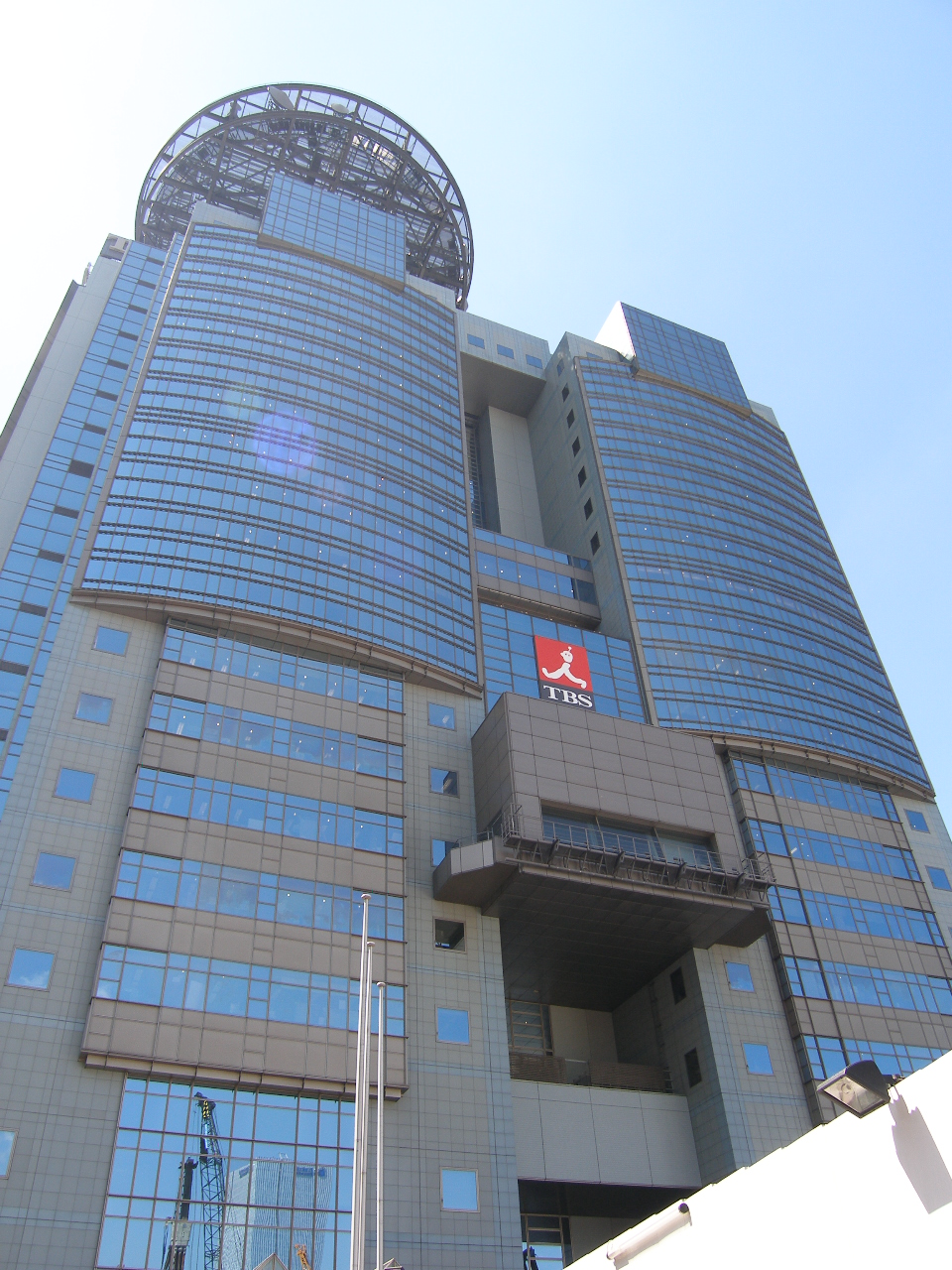
Centrum nadawania TBS

Tokyo Broadcasting System Holdings, Inc. (jap. 株式会社東京放送ホールディングス Kabushiki-gaisha Tōkyō Hōsō Hōrudingusu; TBSHD) – japońska spółka dominująca stacji telewizyjnej Tokyo Broadcasting System Television, Inc. (jap. 株式会社TBSテレビ Kabushiki-gaisha TBS Terebi) i sieci radiowej TBS Radio & Communications, Inc. (jap. 株式会社TBSラジオ&コミュニケーションズ Kabushiki-gaisha TBS Rajio & Komyunikēshonzu), działająca od 1950 roku. Znana jest przede wszystkim z nadawania popularnych seriali anime.
TBS (obecnie TBS Holdings, Inc.) wyprodukowało m.in. Takeshi's Castle, który był retransmitowany w Indonezji (RCTI, TPI), Niemczech (DSF), Wielkiej Brytanii (Challenge), Hiszpanii (Cuatro TV), Włoszech (Italia 1), Finlandii (JIM), Filipinach (GMA Network DZBB-7), Indiach (TV Pogo) i Stanach Zjednoczonych (Spike TV).

## Biura
- Siedziba główna TBSHD, TBS, TBS Radio, BS-TBS i C-TBS: TBS Broadcasting Center, 3-6, Akasaka Gochome, Minato, Tokio
- TBS Midoriyama Studio: 2100, Midoriyama, Aoba-ku, Jokohama, Japonia
- TBSHD Kansai Branch Office – HERBIS OSAKA Office Tower (11 piętro), 5-25, Umeda Nihome, Kita-ku, Osaka, Japonia
- TBSHD Nagoya Branch Office: Sakaemachi Building, 23-31, Nishiki Sanchome, Naka-ku, NagojaTBSHD

## Nadajniki

### Analogowy
JORX-TV (poprzednio JOKR-TV) – TBS Television
- Tokyo Tower – Channel 6

Islands in Tokyo
- Niijima – Channel 56

Prefektura Ibaraki
- Mito – Channel 40

Prefektura Tochigi
- Utsunomiya – Channel 55

Prefektura Gunma
- Maebashi – Channel 56
- Kiryū – Channel 55

Prefektura Saitama
- Chichibu – Channel 18

Prefektura Chiba
- Chiba – Channel 55
- Urayasu – Channel 56

Prefektura Kanagawa
- Yokohama-minato – Channel 56
- Kurihama (Yokosuka) – Channel 39
- Hiratsuka – Channel 37
- Odawara – Channel 56

### Cyfrowy
JORX-DTV – TBS Digital Television (TBSデジタルテレビジョン)
- Remote Controller ID 6
- Tokyo Tower – Channel 22
- Mito – Channel 15
- Utsunomiya – Channel 15
- Maebashi – Channel 36
- Hiratsuka – Channel 22

## Programy
Poniżej znajduje się kilka z programów, które sieć transmituje.
- Kinniku Banzuke (筋肉番付) teleturniej, który zainspirował Sasuke
- Sasuke (Ninja Warrior w USA i Polsce)
- Inny świat (もう一つの世界)
- Dni naszego życia (私たちの生活の日々)
- Passions (情熱)
- Music Television
- Santa Barbara (サンタバーバラ)
- Sunset Beach (サンセットビーチ)
- Mino Monta Asa Zuba! (みのもんたの朝ズバッ!!)
- Sanma's Super Karakuri-TV (さんまのスーパーからくりTV)
- Tokyo Friend Park II (関口宏の東京フレンドパークII)
- Count Down TV
- The World Heritage (THE 世界遺産)
- Dragon Zakura (ドラゴン桜)
- Princess Resurrection
- Japan Cable Award (発表!日本有線大賞)
- Japan Record Award (輝く!日本レコード大賞)
- Tokyo Music Festival (東京音楽祭)
- Food Battle Club
- Takeshi's Castle (風雲!たけし城)
- Evening 5 (イブニング・ファイブ) → THE NEWS (総力報道! THE NEWS) → N Studio (Nスタ)
- Karei-naru Ichizoku' (華麗なる一族) – TBS 55. rocznica nadania dramy z udziałem Takuya Kimury (SMAP)
- Lincoln (リンカーン)
- Utaban (うたばん) → The Music Hour (ザ・ミュージックアワー)
- BANG BANG BASEBALL
- Masters Tournament
- Toray Pan Pacific Open
- FIVB World Championship, FIVB World League
- IAAF World Championships in Athletics
- Happy family plan (しあわせ家族計画)
- Survivor (サバイバー)
- Ah, You're really Gone Now
- Hiroshima Showa 20 nen 8 Gatsu Muika (2005)
- Japanese Americans (2010)